# Отабек Холматов — Реймонд Форд
Бій Отабек Холматов — Реймонд Форд (англ. Otabek Kholmatov vs Raymond Ford) — професійний боксерський поєдинок за вакатний титул WBA у напівлегкій вазі між узбеком Отабеком Холматовим та американцем Реймондом Фордом, 1-м та 2-м номерами у рейтингу WBA у напівлегкій вазі відповідно. Бій відбувся 2 березня 2024 року в Turning Stone Resort Casino у Вероні (штат Нью-Йорк, США). Реймонд Форд здобув перемогу технічним нокаутом в останньому раунді.
У співголовній події мексиканець Луїс Альберто Лопес провів захист титулу IBF у напівлегкій вазі проти японця Рейї Абе. Лопес здобув перемогу технічним нокаутом у восьмому раунді.

## Передумови
Отабек Холматов (12–0, 11 КО), бронзовий призер Молодіжного чемпіонату світу з боксу 2016, розпочав професійну кар'єру у 2021 році у Флориді,  нокаутувавши суперника в першому раунді. Перший 12-раундовий поєдинок узбек провів 26 березня 2022 року, коли здійснив апсет, здолавши одностайним рішенням до цього непереможного Андраніка Григоряна. У наступному поєдинку Холматов здолав технічним нокаутом також непереможного Томаса Патріка Ворда, а востаннє боксер вийшов на професійний ринг 9 грудня 2023 року, коли нокаутував у 8-раундовому поєдинку Балама Акосту.
Реймонд Форд (14–0–1, 7 КО), золотий призер турніру Золотих рукавичок 2018, дебютував у професійному боксі у 2019 році в Пенсільванії, здолавши суперника одностайним рішенням. У березні 2021 Реймонд вперше не зміг здолати свого суперника. Тоді поєдинок проти Аарона Переса закінчився нічиєю розділеним рішенням (76–76, 77–75, 74–78). Перший 12-раундовий бій Форд провів 8 квітня 2023, здолавши одностайним рішенням Джессі Магдалено.

## Час початку
Івент розпочався о 3:00 за київським часом, а головна подія — о 6:00.

## Транслятори
Трансляція поєдинку пройшла на Megogo Гонг та ESPN+.

## Перебіг поєдинку
Протягом перших раундів на ринзі домінував Отабек Холматов. Він пресингував свого суперника, у другій трихвилинці майже відправив суперника у нокадун, проте того врятували канати. У третьому раунді Отабек наніс влучний удар та побіг добивати суперника, проте саме тоді закічнився раунд.
У четвертому раунді Реймонд Форд намагався нав'язати свій темп та працювати першим номером, що йому й вдалось. Проте Холматов продовжував наносити більше точних ударів.
Вдало Форд провів 8-й раунд. Він зміг розбити супернику ніс та провести вдалу атаку аперкотом.
Чемпіонський 11-й раунд пройшов з перевагою Холматова. Форд отримав розсічення та програвав за очками. Проте в останньому раунді американець зміг провести успішну атаку та почав добивати суперника. За 7 секунд до фінального гонгу рефері зупинив бій.